# کرایشته (استان دوبریچ)
کرایشته (به بلغاری: Kraishte) یک منطقهٔ مسکونی در بلغارستان است که در شهرستان جنرال توشوو واقع شده‌است.